# Nido de marisco
El nido de marisco es un plato corriente de la cocina china presente en Hong Kong, China y la mayoría de los restaurantes chinos del extranjero, además de en la gastronomía cantonesa. Suele clasificarse como un plato medio o caro según el marisco que incluya.
El nido o cesta comestible que contiene el marisco está completamente hecho de taro frito. Se usan diferentes trenzados en su elaboración, si bien en todos los casos la cesta es dura y crujiente.
Los ingredientes más comunes son vieira, guisantes, filetes de pescado sin espinas, apio, hongo de la paja, calamar y gamba. No se usan ingredientes secos para este plato.
- Datos: Q7440367